# Eulithis flavibrunneata
Eulithis flavibrunneata là một loài bướm đêm trong họ Geometridae.